# Кобецький Михайло Веніамінович
Миха́йло Веніамі́нович Кобе́цький (26 жовтня 1881, Одеса, Херсонська губернія — 28 квітня 1937, Москва) — російський революціонер, діяч Комінтерну, дипломат.

## Біографія
Народився 26 жовтня 1881 року в Одесі в караїмській сім'ї вихідця з міста Троки Віленської губернії, міщанина Веніаміна Ісааковича Кобецького. Мав старшого брата Ісаака (1879 — ?). Закінчив 5-у Одеську гімназію із золотою медаллю. Навчався разом із Борисом Житковим та Корнеєм Чуковським.
1900 року вступив до відділу математичних наук фізико-математичного факультету Імператорського Новоросійського університету, звідкіля був вилучений через участь у студентських протестах. 1902 року висланий під нагляд поліції до Севастополя. 1903 року вступив до організації РСДРП у м. Баку, кооптований до складу Бакинського комітету партії. Після Другого з'їзду партії приєднався до більшовиків. Працював у більшовицьких організаціях РСДРП Курська, Катеринослава та Санкт-Петербурга. Був обраний членом Петербурзького комітету партії. З кінця 1906-го до серпня 1907 року перебував під арештом у «Хрестах». 1908 року емігрував. У березні 1908 року зажив у Данії. Викладав російську мову в комерційному училищі Копенгагена. Займався переправлянням до Росії більшовицької газети «Пролетарій» (1906) і центрального органа РСДРП «Соціал-Демократ», організовував пересилання партійної кореспонденції із Росії. Переписувався з В. І. Леніном та Н. К. Крупською, коли вони жили в Парижі. У серпні 1910 року займався організацією розташування та приїзду Леніна до Копенгагена для його участі в VIII конгресі Другого інтернаціоналу.
1917 року повернувся до Росії. Працював на кулеметному заводі в Коврові, а потім у Петрограді в Дансько-російській торговельній палаті. 1919 року став головним редактором журналу «Комуністичний Інтернаціонал», після чого в серпні 1920 року був введений до складу президії Виконавчого комітету Комуністичного інтернаціоналу (ВККІ). До 1921 — секретар, у 1921—1923 рр. — заступник голови ВККІ. У червні-грудні 1924 року був уповноваженим НКЗС СРСР в Естонії, з 1924 по 1933 рік — повноважним представником СРСР у Данії. 1926 року очолив Спілку безбожників СРСР, паралельно став редактором журналу «Безбожник». У липні 1933 року призначено повноважним представником НКЗС СРСР при РНК ЗСФРР, а 28 квітня 1934 року — повноважним представником СРСР у Греції. З 23 січня 1935 року за сумісництвом — повноважним представником в Албанії.
Помер 28 квітня 1937 року після недовгої важкої хвороби в Кремлівській лікарні Москви. Проте, дехто з авторів стверджує, що Кобецького було репресовано (розстріляно).

## У літературі
1938 року Корней Чуковський вніс ім'я Кобецького до другої редакції своєї повісті «Гімназія».